# NGC 5334
NGC 5334 је спирална галаксија у сазвежђу Девица која се налази на NGC листи објеката дубоког неба.
Деклинација објекта је - 1° 6' 49" а ректасцензија 13h 52m 54,5s. Привидна величина (магнитуда) објекта NGC 5334 износи 11,6 а фотографска магнитуда 12,3. Налази се на удаљености од 24,7000 милиона парсека од Сунца. NGC 5334 је још познат и под ознакама IC 4338, UGC 8790, MCG 0-35-24, CGCG 17-88, IRAS 13502-0051, PGC 49308.